# Gmina Šmartno ob Paki
Šmartno ob Paki – gmina w Słowenii. W 2002 roku liczyła 2909 mieszkańców.

## Miejscowości
Miejscowości wchodzące w skład gminy Šmartno ob Paki:
- Gavce,
- Gorenje,
- Mali Vrh,
- Paška vas,
- Podgora,
- Rečica ob Paki,
- Skorno,
- Slatina,
- Šmartno ob Paki – siedziba gminy,
- Veliki Vrh.